# Зеленин, Эдуард Леонидович
Эдуард Леонидович Зеленин (8 августа 1938, Сталинск, Новосибирская область — 15 марта 2002, XI округ Парижа) — русский и французский художник-авангардист, нонконформист, представитель первой волны второго русского авангарда.

## Биография
Начал заниматься живописью в возрасте 12 лет в изостудии новокузнецкого Дома пионеров. В 1954 году поступает в Свердловское среднее художественно-педагогическое училище. С 1957 до 1959 гг. обучался в художественной школе при Академии художеств Ленинграда (вместе с Михаилом Шемякиным и Олегом Григорьевым). Был отчислен из последнего класса.
В 1959 году после Американской выставки в Москве в американском журнале «Look Magasine» появилась статья об Эдуарде Зеленине «Нет места для личности» («There’s no place for individual»).
В 1960-х годах живёт в Новокузнецке, продолжает заниматься живописью. В это время он принимал участие во многих выставках неофициального искусства в Москве и за рубежом. В июне 1965 года прошла персональная выставка с несколькими художниками в Доме культуры Института атомной энергии им. И. В. Курчатова. В апреле 1969 г. состоялась выставка произведений Зеленина в кафе «Синяя птица». 22 июля 1970 года Зеленин экспонировал работы на выставке во дворе особняка американского журналиста Э. Стивенса. В этом же году, 11 сентября — 1 ноября картины художника вывозились в Швейцарию, Лугано, на выставку «Nuove correnti a Mosca».
С 1971 года Зеленин жил в деревне Угор недалеко от Владимира. Изучал древнерусскую живопись, архитектуру, скульптуру.
В 1972 году в кафе «Синяя птица» открылась персональная выставка живописца с художниками П. И. Беленком и А. Д. Меламидом. В 1974 году Зеленин принял участие в выставке «Progressive Stromungen in Moskau 1957—1970» в ФРГ, Бохум.
15 сентября 1974 года принял участие в Бульдозерной выставке, затем 29 сентября в выставке на открытом воздухе в Измайлово.
В 1975 году Зеленин принял участие в Предварительных квартирных просмотрах к Всесоюзной выставке и в нескольких выставках в Австрии и ФРГ.
В это время он входил в инициативную группу по переговорам с администрацией о проведении выставок. Пытаясь получить разрешение выставлять свои картины, был арестован за хулиганство. После освобождения получил разрешение на выезд за рубеж.
В 1975 году Зеленин эмигрирует из СССР во Францию; с этого времени живёт в Париже.

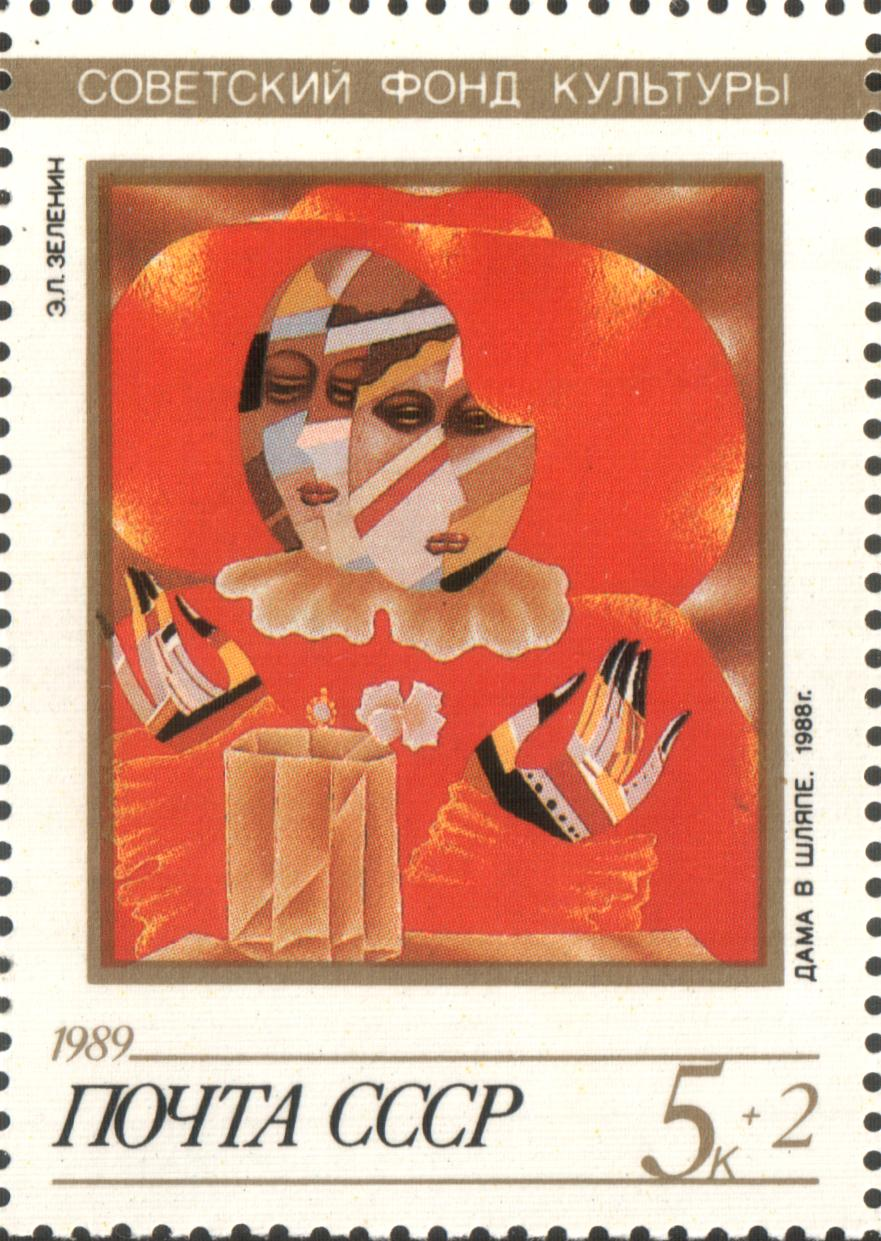
Почтовая марка СССР

В 1975—1984 годах прошло более сорока персональных и коллективных выставок во Франции, Германии, Швеции, Италии, США, Японии и других странах.
После 1984 года практически перестал экспонировать полотна, жил замкнуто, стремясь сохранить независимость от давления рынка.
В 1988 году посетил СССР по приглашению Фонда Культуры, в Новокузнецке прошла персональная выставка, была выпущена почтовая марка с репродукцией одной из его картин.
Умер в марте 2002 года от инсульта, похоронен на парижском кладбище Пантен.